# Xã Tarkio, Quận Page, Iowa
Xã Tarkio (tiếng Anh: Tarkio Township) là một xã thuộc quận Page, tiểu bang Iowa, Hoa Kỳ. Năm 2010, dân số của xã này là 208 người.